# Hajdúdorog
Hajdúdorog là một thành phố thuộc hạt Hajdú-Bihar, Hungary. Thành phố này có diện tích 100,65 km², dân số năm 2010 là 9055 người, mật độ 90 người/km².